# أيس تيم
أيس تيم (بالإنجليزية: ACE Team)، هي شركة تشيلية، لإنتاج وتطوير ألعاب الفيديو، تأسست الشركة سنة 1997، وتقع مقرها في العاصمة التشيلية سنتياغو، حيث أنتجت عدة ألعاب، ومنها لعبة زينو كلاش.